# Wrexham Challenger 2006
Il Wrexham Challenger 2006 è stato un torneo di tennis facente parte della categoria ATP Challenger Series nell'ambito dell'ATP Challenger Series 2006. Il torneo si è giocato a Wrexham in Regno Unito dal 23 al 29 gennaio 2006 su campi in cemento indoor.

## Vincitori

### Singolare
Alex Bogdanović ha battuto in finale  Stéphane Robert con il punteggio di 6–3, 6–2

### Doppio
Jean-François Bachelot /  Stéphane Robert hanno battuto in finale  Colin Fleming /  Jamie Murray con il punteggio di 6–4, 7–5